# Bíbor nebáncsvirág
A bíbor nebáncsvirág (Impatiens glandulifera) a nebáncsvirágfélék családjában a névadó nemzetség egyik legismertebb faja.

## Származása, elterjedése
A Himalájából és Kelet-Indiából, szűkebben a Himalája nyugati részéről származik. Európában a 19. század első felében kezdték dísznek és mézelő növénynek ültetni, itt gyorsan kivadult. Többhelyütt elnyomta az őshonos növényzetet, ezért több országban — főleg Németországban, Svájcban és az Egyesült Királyságban — inváziós fajként tartják számon. Terjedését és ültetését többhelyütt jogszabályokkal próbálják megakadályozni.
Magyarországon is meghonosodott és terjed (Észak-Bakony: Hódoséri Ciklámenes Természetvédelmi Terület és Porva–Csesznek környéke). Inváziós faj, úgynevezett természetvédelmi gyom, bár Magyarországon nem annyira invazív, mint pl. a Brit-szigeteken.

## Megjelenése, felépítése
1–2 méter magas.
Kellemes illatú virágának szirma lilás, bíborpiros, rövid sarkantyúval.
Tojásdad–lándzsás levelei hármas örvökben állnak a szár felső részén.

## Életmódja, élőhelye
Egyéves növény. Kedveli a nedvesebb helyeket így főleg ártereken, magaskórósokban fordul elő.
Június–augusztusban nyílik. Sok nektárt termel, amivel vonzza a méheket és más beporzókat.
Rendkívül gyorsan szaporodik. Magjai robbanásszerűen szóródnak szét, és akár több méteres távolságra is eljutnak. Ráadásul az elszakadt növényi részek is könnyen újra gyökerezhetnek, így ha egyszer megtelepszik valahol, nehéz kiirtani.
Az Innsbrucki Egyetem kutatói kimutatták, hogy előző évi elszáradt szármaradványai allelopátikusak, tehát a talajba bocsátott vegyületei amelyek gátolják más növények csírázását és növekedését.